# Curt Hawkins
Brian Joseph Myers (Glen Cove, 20 de abril de 1985) é um lutador de wrestling profissional estadunidense, mais conhecido pela sua passagem na WWE, que atualmente trabalha para a Impact Wrestling sob o nome de ringue Brian Myers.

## Carreira

### New York Wrestling Connection (2004-2006)
Após ser treinado por Mikey Whipwreck, Myers estreou em 2004, usando seu nome real. Ele lutou na New York Wrestling Connection (NYWC) e, em 4 de junho de 2005, formou uma dupla com Bret Matthews, ganhando o NYWC Tag Team Championship ao derrotar Dickie Rodz e Mason Raige. Eles ficaram com os títulos até 27 de agosto, quando foram derrotados pelos The Dead Presidents (Boogalou e Low – Ryda). Myers e Matthews reconquistaram os títulos em 25 de janeiro de 2006, ao derrotar Team Tremendous (Dan Barry e Ken Scampi), ficando com os títulos por dois meses até perdê-los para The B.S. Xpress (Tony Burma e Mike Spinelli) em 26 de março.

### World Wrestling Entertainment / WWE (2006–presente)

#### Território de desenvolvimento (2006–2009)
Em 24 de fevereiro de 2006, Brian Myers foi contratado pela World Wrestling Entertainment. Com o nome de Brian Majors, continuou sua parceria com Matthews, agora sob o nome de Brett Majors, formando a dupla Majors Brothers. Juntos, eles ganharam o DSW Tag Team Championship da Deep South Wrestling em duas ocasiões. Eles, mais tarde, ganharam o OVW Southern Tag Team Championship.

#### ECW e SmackDown
A dupla foi mandada para o elenco principal, mudando o nome "Majors" para "Major". Os dois lutaram na ECW. Eles ganharam sua primeira luta, mas falharam em lutas individuais e em duplas nas semanas seguintes. Eles foram transferidos para o SmackDown! em 17 de junho de 2007, durante o Draft Suplementar de 2007. No SmackDown, a dupla conseguiu mais sucesso, derrotando a dupla de Chavo Guerrero e Jamie Noble. Em 9 de novembro de 2007, eles receberam uma luta pelo WWE Tag Team Championship ao vencer uma Battle Royal, mas não conseguiram derrotar os campeões Montel Vontavious Porter e Matt Hardy.
No Armageddon, os dois se vestiram como Edge e interferiram na luta pelo World Heavyweight Championship, substituindo Edge em vários momentos da luta, o ajudando a vencer a luta, assim se tornando vilões. Em 21 de dezembro, os Major Brothers se aliaram à Edge e a sua namorada, a Gerente Geral do SmackDown, Vickie Guerrero. Os Major Brothers foram renomeados Curt Hawkins e Zack Ryder, com Brian Major se tornando "Curt Hawkins" e Brett Major, "Zack Ryder". Hawkins e Ryder iriam, ocasionalmente, se unir aos outros membros de La Familia, como Chavo Guerrero.
No The Great American Bash de 20 de julho de 2008, Hawkins e Ryder ganharam o WWE Tag Team Championship de John Morrison e The Miz em uma luta Fatal-Four-Way, da qual também participaram Jesse e Festus e Finlay e Hornswoggle. Eles foram os mais jovens campeões de duplas da WWE. No SummerSlam, La Familia pareceu ter acabado após The Undertaker ter derrotado Edge em uma luta Hell in a Cell. Todos os membros abandonaram Vickie. Em 26 de setembro de 2008, no SmackDown, Curt Hawkins e Zack Ryder perderam os títulos para Carlito e Primo Colón.
Em 15 de abril de 2009, Ryder foi transferido de volta para a ECW durante o Draft Suplementar de 2009, separando a dupla.

#### Florida Championship Wrestling (2009–2010)
Após o Draft, Hawkins passariam meses sem aparecer na televisão, sendo mandado para a Florida Championship Wrestling (FCW). Ele fez sua estreia ao ser derrotado por Dawson Alexander. Nas semanas seguintes, Hawkins venceu uma Battle Royal e se tornou o desafiante pelo FCW Florida Heavyweight Championship de Justin Angel, mas foi derrotado. Ele se uniria ao grupo chamado "The Dude Busters" com Caylen Croft e Trent Barreta em 1 de novembro de 2009. No final de novembro, Hawkins e Croft ganharam o FCW Florida Tag Team Championship. Enquanto campeões, Croft e Hawkins defenderiam o título com Barreta devido a Regra dos Freebirds. Em 14 de janeiro de 2010, os Dude Busters perderam os títulos para os Fortunate Sons (Brett DiBiase e Joe Hennig).

#### SmackDown e The Gate Crashers (2010–2011)
Hawkins retornou ao SmackDown em maio de 2010, formando uma dupla com Vance Archer. Eles estrearam no WWE Superstars de 13 de maio, derrotando dois competidores locais. Após a luta, Hawkins afirmou que ele e Archer haviam recebido contratos de 30 dias para "fazer um impacto". A dupla estreou no SmackDown em 21 de maio, derrotando mais dois lutadores locais. A dupla atacou Montel Vontavious Porter e Christian em episódios consecutivos do SmackDown em 4 e 11 de junho, os derrotando em 18 de junho. Na semana seguinte, os dois foram nomeados oficialmente "The Gatecrashers" ("Os Quebra-Portões"). Hawkins e Archer conseguiram contratos normais. A dupla acabou em 7 de outubro, no Superstars. Após uma luta contra Chris Masters, Archer acabou acertando Hawkins e perdendo a luta. Após a derrota, Hawkins atacou Archer.
Hawkins passou a lutar individualmente, derrotando Trent Barreta na semana seguinte, começando uma rivalidade entre os dois.

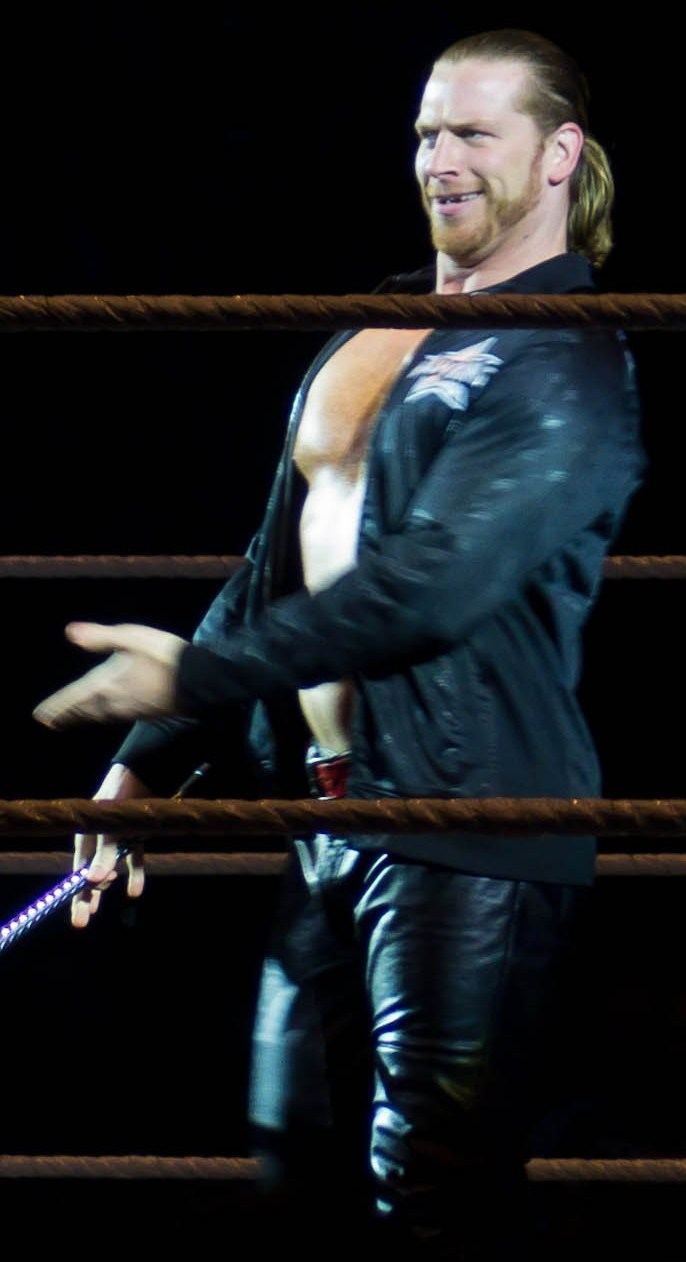
Curt Hawkins em 2011

#### Dupla com Tyler Reks e lesão (2011–2012)
Em 26 de abril, Hawkins foi transferido para o Raw durante o Draft Suplementar de 2011. No WWE Superstars de 12 de maio, Hawkins ajudou Zack Ryder a vencer uma luta contra Vladimir Kozlov. No WWE Superstars da semana seguinte, Hawkins e Ryder foram derrotados por Kozlov e Santino Marella. Em 26 de maio, Hawkins derrotou JTG para acabar seu recorde de derrotas.
Ele fez sua primeira aparição no Raw em 5 de setembro, em um segmento nos bastidores com Tyler Reks e Wade Barrett. Quase quatro meses depois de sua última luta, no Hawkis se aliou a Tyler Reks para derrotar Titus O'Neil e Percy Watson no Superstars de 8 de setembro. Em 27 de setembro, no NXT, Reks e Hawkins atacaram os Usos após uma luta deles com Darren Young e JTG. Na semana seguinte, em 5 de outubro, Hawkins e Reks derrotaram os Usos. Após uma lesão, Hawkins passou a acompanhar Reks e Young ao ringue para lutas e utilizar uma bengala. Ele voltou a lutar no NXT de 7 de dezembro, sendo derrotado pelos Usos em uma luta com Reks. Hawkins fez sua estreia como lutador do Raw em 9 de janeiro de 2012, sendo derrotado por Brodus Clay. No NXT de 18 de abril, William Regal marcou uma luta entre Hawkins e Reks, com o perdedor sendo obrigado a deixar o NXT como punição pelo sequestro de Matt Striker, orquestrado por eles. Reks venceu, mas foi demitido do NXT por Regal, assim como Hawkins. Nas semanas seguintes, eles retornaram ao programa como seguranças.
No Raw de 4 de junho, Hawkins e Reks foram derrotados pelos Campeões de Duplas R-Truth e Kofi Kingston. Em 23 de agosto, Hawkins foi transferido para o SmackDown. Após o Gerente Geral Booker T aconselhá-los a mudar, Hawkins e Reks estrearam personagens strippers no SmackDown de 17 de agosto, derrotando uma dupla de lutadores locais.
Uma semana depois, Reks deixou a WWE para passar mais tempo com a família encerrando a dupla. Em outubro, Hawkins anunciou que havia realizado uma cirurgia após romper um ligamento no menisco. e foi um dos lumberjacks no combate entre John Cena e Ryback no Payback.

#### NXT (2013–2014)
Após ser mandado para o NXT no começo de 2013, Hawkins foi demitido da WWE em 12 de junho de 2014.

#### Retorno (2016–2019)
Em 21 de julho de 2016 foi noticiado que Myers tinha assinado novamente com a WWE e que ele apareceria no SmackDown. Ele fez sua primeira aparição no SmackDown de 13 de setembro em um segmento de bastidores.

#### 2019-presente
Em 2019, reuniu-se com Zack Ryder para formarem uma dupla novamente.
Desafiaram os campeões de duplas, The Revival, para uma match na WrestleMania 35, cujo desafio foi aceito.
Na WrestleMania 35, em Nova York, ocorreu o combate. Foi um combate bastante impressionante, terminando com a vitória de Hawkins e Ryder, após Hawkins aplicar um roll-up em Scott Dawson para se tornarem campeões de duplas mais uma vez e acabando com uma sequência de 269 combates sem vitórias.

## No wrestling
- Movimentos de finalização
  - Hangman's facebuster[51] – 2008, 2010–presente
  - Heat Seeking Elbow[52] (Diving elbow drop)[53] – 2010–presente
  - Laugh Riot[54] (Lifting DDT)[55] – 2009–início de 2010

- Movimentos secundários
  - Spinning spinebuster[56]
  - Springboard crossbody[57]
  - Taste of Pain[58] (Twisting flipping leg hook belly to back suplex)
  - Upside Down Frown[59] (Twisting delayed scoop slam)[60] – adotado de Norman Smiley

- Movimentos em dupla
  - Com Zack Ryder
    - Double lifting DDT[61] – 2008
    - Heat Stroke[62] (NYWC) / Long Island Express[62] (DSW / OVW) (Combinação de Samoan drop e diving neckbreaker)
    - Combinação de STO e russian legsweep[63]

  - Com Vance Archer
    - Snap reverse DDT por Archer seguido por um Heat-Seeking Elbow (diving elbow drop) de Hawkins

  - Com Tyler Reks
    - Combinação de powerslam (Reks) e neckbreaker (Hawkins) - 2011-2012

- Lutadores de quem foi manager
  - Vance Archer
  - Tyson Kidd
  - Tyler Reks
  - Darren Young
  - Edge

- Temas de entrada
  - "What I Want" por Daughtry[62] (DSW / OVW)
  - "In the Middle of it Now" por Disciple[64] (2007 - 2009, 2010 — presente)
  - "Black Fury" por VideoHelper (2010, enquanto dupla com Vance Archer)

## Títulos e prêmios
- Deep South Wrestling

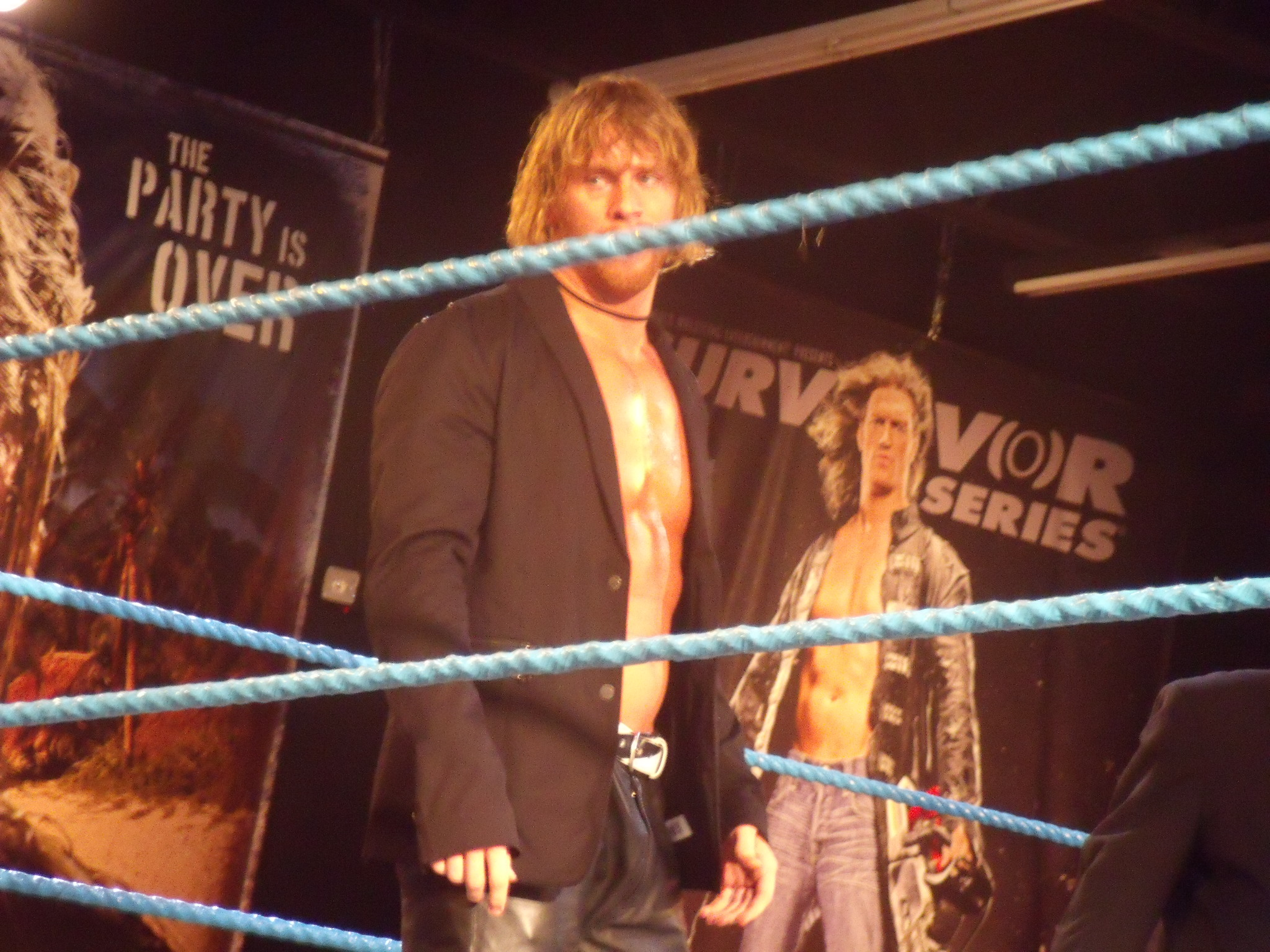
Hawkins na FCW.

  - DSW Tag Team Championship (2 vezes) – com Brett Majors[65]
- Florida Championship Wrestling
  - FCW Florida Tag Team Championship (1 vez)1 – com Caylen Croft e Trent Barreta[26]
- New York Wrestling Connection
  - NYWC Tag Team Championship (2 vezes) – com Bret Matthews[4]
- Ohio Valley Wrestling
  - OVW Southern Tag Team Championship (1 vez) – com Brett Majors[5]
- Pro Wrestling Illustrated
  - PWI o colocou na #141ª posição dos 500 melhores lutadores individuais em 2008[66]
- World Wrestling Entertainment
  - WWE Tag Team Championship (1 vez) – com Zack Ryder[14]

1Durante esse reinado, qualquer dupla entre Hawkins, Croft e Barreta podiam defender o título graças à Regra dos Freebirds.